# Ralph Bany
Ralph Bany (* 1. September 1964) ist ein ehemaliger deutscher Fußballspieler.

## Karriere
Bany kam über den Stuttgarter Verbandsligisten SV Rot und den VfL Kirchheim/Teck zum Oberligisten 1. FC Pforzheim. 
1989 wechselte er für rund 50.000 D-Mark Ablösesumme gemeinsam mit seinem Pforzheimer Mannschaftskameraden Eberhard Carl zum Bundesligisten Karlsruher SC. Bereits in seiner ersten Spielzeit spielte er in der Innenverteidigung an der Seite von Oliver Kreuzer 26-mal. Zur Rückrunde der Saison 1990/91 verlor er seinen Stammplatz in der Abwehr und kam in den folgenden beiden Spielzeiten nur noch auf fünf Einsätze. 1993 verließ er den KSC und wechselte zum Oberligisten TSF Ditzingen. Mit Ditzingen belegte er 1994 den 4. Rang, was den Verein zur Teilnahme an der neu eingeführten Regionalliga Süd berechtigte, Bany setzte seine Laufbahn in der Oberliga Baden-Württemberg bei Kirchheim/Teck und dem Bahlinger SC, sowie in der Verbandsliga Baden beim ASV Durlach fort.